# Isole Sir Edward Pellew
Le Sir Edward Pellew Islands sono un gruppo di isole situate nel golfo di Carpentaria nel Territorio del Nord in Australia. Appartengono alla contea di Roper Gulf.

## Geografia
Le isole Sir Edward Pellew si trovano vicine alla costa del continente australiano, nella parte sud occidentale del golfo di Carpentaria, di fronte alla foce del fiume McArthur e a sud dell'Isola Grande (Groote Eylandt). Il gruppo è formato da cinque isole maggiori e circa cinquanta fra isolette minori e scogli. Le isole hanno una superficie complessiva di 2100 km².
Le isole maggiori sono: 
- Isola Vanderlin, lunga 32 km e larga 13 km[1], ha una superficie di 263,5 km² e un'altezza di 152 m.[3]
- North Island, quasi tutta l'isola è compresa nel Barranyi Nationalpark[4] che si estende su 54,21 km²[5]. L'isola appartiene agli aborigeni del gruppo Yanyuwa.
- West Island
- Centre Island
- South West Island

## Storia
L'arcipelago ricevette il suo nome da Matthew Flinders che lo visitò nel 1802 e lo intitolò in onore dell'ammiraglio britannico Edward Pellew, I visconte di Exmouth. Le isole erano state avvistate in precedenza, nel 1644, da Abel Tasman, il quale aveva creduto  che facessero parte del continente e le aveva chiamate capo Vanderlin.

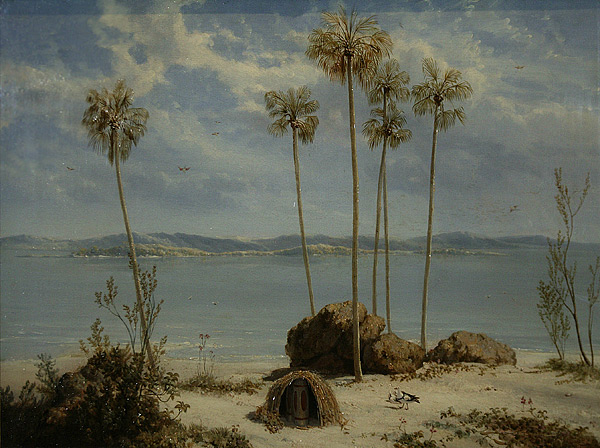
Le isole in un dipinto di William Westall del 1811